# Carl Ludwig von Bar
Carl Ludwig von Bar (* 24. Juli 1836 in Hannover; † 20. August 1913 in Folkestone, England) war ein deutscher Straf- und Völkerrechtslehrer. Er war Mitbegründer der Lehre vom internationalen Privatrecht und der Adäquanztheorie. 

Carl Ludwig von Bar (Porträt von Arno Stanke)

## Leben

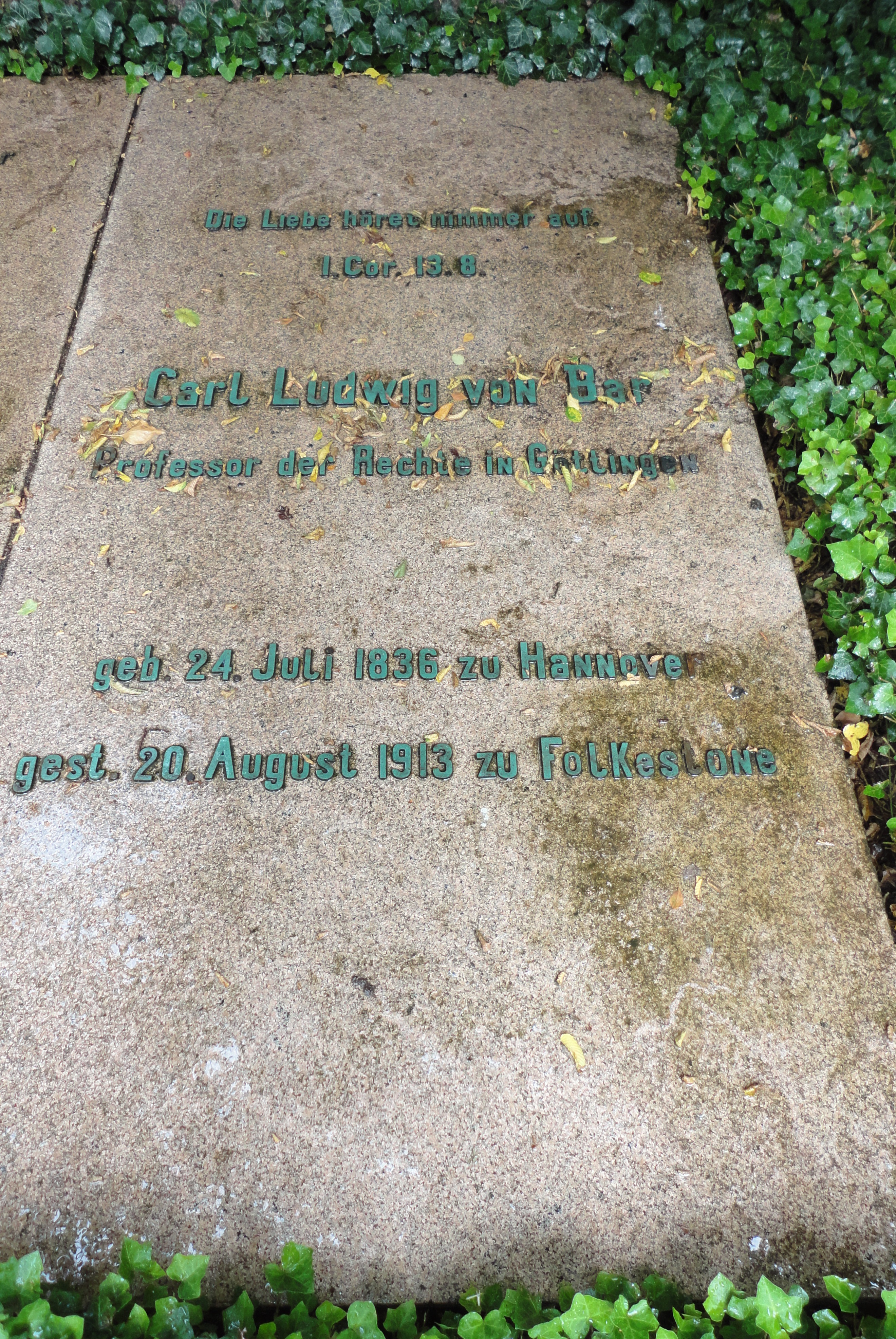
Stadtfriedhof Göttingen, Grab Carl Ludwig von Bar

Carl Ludwig von Bar wurde als Sohn des Generalsekretärs für die finanziellen Geschäfte des kgl. hannoverschen Hausministeriums Carl Ludwig von Bar geboren und wuchs im hannoverschen Hof-Beamtentum auf. Seine schulische Ausbildung am Ratsgymnasium Hannover beendete er im Jahre 1853 noch nicht 18-jährig. Daran anschließend begann er an der Georg-August-Universität Göttingen sein Studium der Rechtswissenschaft. Neben den juristischen Vorlesungen besuchte er auch Kurse in Differentialrechnung, Volkswirtschaftslehre, Geschichte und Philosophie. 1854 ging er für ein Jahr an die Friedrich-Wilhelms-Universität Berlin, um Vorlesungen zum Zivilrecht zu hören.
Im Alter von 23 Jahren promovierte er zum Dr. iur. Dieser Arbeit folgten 15 weitere Werke, die sich thematisch mit dem Kriminalrecht und dem Kriminalprozessrecht beschäftigten.
Im Jahre 1863 trat er die Stelle als Gerichtsassessor am Obergericht Göttingen an, nachdem er am 18. Dezember 1858 seine juristische Doktorwürde mit dem ersten Grade erhalten hatte. Er habilitierte sich und folgte im Frühjahr 1863 dem Ruf der Friedrichs-Universität Halle. Im Jahre 1866 wurde er von der Universität Rostock auf ihren Lehrstuhl für Kriminalrecht und Kriminalprozessrecht berufen.
Zwei Jahre später (1868) wechselte er an die Schlesische Friedrich-Wilhelms-Universität Breslau. Für das akademische Jahr 1877/78 wurde er zum Rektor gewählt. 1879 kehrte er als Ordinarius nach Göttingen zurück. Als er 1895/96 auch dort Rektor wurde, befasste er sich in seiner Rektoratsrede mit Problemen des Strafrechts. In Göttingen wirkte er über 30 Jahre.
Von Bar tat sich auch als politischer Schriftsteller hervor. Hieraus resultierte auch seine Kandidatur als Abgeordneter des Reichstagswahlkreis Großherzogtum Mecklenburg-Schwerin 5 (Rostock) für den Reichstag, in den er im Jahr 1890 gewählt wurde und dem er bis 1893 angehörte.
Carl Ludwig von Bar starb im Alter von 77 Jahren im englischen Folkestone. Beigesetzt wurde er auf dem Stadtfriedhof von Göttingen.

## Leistungen
In seinen Werken äußerte er sich zu vielen wesentlichen Problemen auf dem Gebiet des Strafrechtes, auch wenn er sich nahezu mit allen Materien des Rechts literarisch beschäftigt hat (dazu gehören auch das Konkurs- oder Völkerrecht). Eine besondere Bedeutung hatte für ihn aber auch die Geschichte und die Philosophie des Rechts, die er für unentbehrlich hielt, um den Erscheinungen des Rechtslebens gerecht zu werden. In seiner Lehre vom Kausalzusammenhange im Rechte (1871) schloss er Bedingungen, die nicht „der Regel des Lebens“ entsprechen, von der strafrechtlichen Kausalität aus und stellte so die Grundlage für die 1888 von Johannes von Kries entwickelte Adäquanztheorie auf.
Zu seinen wichtigsten historischen Arbeiten gehört Die Geschichte des deutschen Strafrechts und der Strafrechtstheorien (1882), die als erster Band eines Handbuches des deutschen Strafrechts geplant war. Als Reformator konnte er sich einen Namen auf dem Gebiet des internationalen Privatrechts machen. So lag es nahe, dass er 1875 zum Mitglied des Institut de Droit international gewählt wurde, dessen 1891 in Hamburg stattfindende Sitzung er als Präsident leitete. Von Bar war darüber hinaus ab 1900 Mitglied des Ständigen Schiedshofs in Den Haag und förderte Bestrebungen, die sich die Annäherung der Völker zum Ziel gesetzt hatte.

## Ehrungen
- Ehrendoktorwürde der Universität von Bologna (1889)
- Ehrendoktorwürde der Universität Cambridge (1895)
- Ehrendoktorwürde der Universität Oslo (1911)
- Ehrendoktorwürde der Universität Oxford (1913)
- Göttinger Gedenktafel an seinem letzten Göttinger Wohnhaus in der Herzberger Landstraße 25 (1954)

## Werke
- Das internationale Privat- und Strafrecht. Hannover 1862.
- Das Beweisurtheil des germanischen Processes. Ein Beitrag zur Geschichte und Kritik des deutschen Preocesses und des deutschen Rechtes. Hannover 1866.
- Die Lehre vom Kausalzusammenhange im Rechte. Leipzig 1871.
- Geschichte des deutschen Strafrechts und der Strafrechtstheorien. Berlin 1882 (s. Weblink).
- Lehrbuch des internationalen Privat- und Strafrechts. Stuttgart 1892.
- Gesetz und Schuld im Strafrecht. Fragen des geltenden deutschen Strafrechts und seiner Reform. Bd. 1: Das Strafgesetz. Berlin 1906.
- Gesetz und Schuld im Strafrecht, Bd. 2: Die Schuld nach dem Strafgesetze. I. Guttentag, Berlin 1907.
- Gesetz und Schuld im Strafrecht. Bd. 3: Die Befreiung von Schuld und Strafe durch das Strafgesetz. I. Guttentag, Berlin 1909.